# جام‌بخت
جام‌بخت جماعت و شهرکی در جنوب غربی کشور تاجیکستان است که در ناحیهٔ خاولنگ ولایت ختلان قرار دارد. جمعیت این جماعت ۹۷۷۴ است.